# Apiocera convergens
Apiocera convergens är en tvåvingeart som beskrevs av Joseph Hannum Painter 1938. Apiocera convergens ingår i släktet Apiocera och familjen Apioceridae.
Artens utbredningsområde är Kalifornien. Inga underarter finns listade i Catalogue of Life.